# P2Pウェブホスティング
P2Pウェブホスティング（英: P2P web hosting）とは、P2Pネットワークを利用してウェブページへのアクセスを分散させるウェブホスティング方式である。これは、専用のWebサーバとユーザー側のクライアントコンピュータ間でウェブデータを分配するクライアントサーバモデルとは区別される。P2Pウェブホスティングは、P2Pウェブキャシュやコンテンツデリバリネットワークの形態を取ることもある。

## 比較
P2Pウェブホスティングでは、クライアントとサーバの区別がなく、すべてのノードがサービスを要求し応答することができる。すべてのノードがデータを保存可能であり、リソースを生成し消費することができるため、ホスティングのリソース共有能力はノード数の増加と共に拡大する。これはクライアントサーバ型ウェブホスティングよりも低コストである場合が多い。P2P共有は、大容量ファイルを2台のマシン間で共有する際の帯域幅を節約することを目的としており、データの共有において非常に効率的である。この方式はセキュリティの欠如によりリスクを伴うことがあり、P2Pサイトで見つかり共有されるファイルの多くは違法または使用中のマシンにとって危険である可能性がある。
クライアントサーバ型ウェブホスティングでは、クライアントとサーバが明確に区別され、中央サーバがデータを保存し、クライアントからのサービス要求に応答する。クライアントサーバ型ネットワークはより安定しているが、クライアント数が増加すると性能が低下する傾向がある。また、全データが中央のWebサーバに保存されホストがアクセス可能であるため、データの管理はより容易である。
| 名称      | 初版リリース年 | 匿名性 | 高速性 | ファイル単位の編集権限 | ファイル単位の閲覧権限（P2P） | オフライン互換性 | FOSS実装 | 備考                                                            |
| --------- | -------------- | ------ | ------ | ---------------------- | ----------------------------- | ---------------- | -------- | --------------------------------------------------------------- |
| Freenet   | 2000           | Yes    | No     | No                     | No                            | Yes              | Yes      |                                                                 |
| Osiris    | 2010           | Yes    | Yes    | No                     | No                            | Yes              | No       |                                                                 |
| IPFS      | 2014           | No     | Yes    | No                     | No                            | Yes              | Yes      |                                                                 |
| Maelstrom | 2014           | No     | Yes    | ?                      | ?                             | ?                | No       | 2015年以降プロジェクトは停止していると見られる                  |
| ZeroNet   | 2015           | Yes    | Yes    | Yes                    | No                            | Yes              | Yes      | DHT                                                             |
| Dat       | 2013           | No     | Yes    | ?                      | ?                             | Yes              | Yes      | Beakerで閲覧可能。また、Firefoxでは実験的アドオンにより閲覧可能 |
| Stacks    | 2015           | Yes    | Yes    | ?                      | ?                             | Yes              | Yes      |                                                                 |